# Maulévrier-Sainte-Gertrude
Maulévrier-Sainte-Gertrude és un municipi francès situat al departament del Sena Marítim i a la regió de Normandia. L'any 2007 tenia 912 habitants.

## Demografia

### Població
El 2007 la població de fet de Maulévrier-Sainte-Gertrude era de 912 persones. Hi havia 340 famílies de les quals 60 eren unipersonals (24 homes vivint sols i 36 dones vivint soles), 120 parelles sense fills, 148 parelles amb fills i 12 famílies monoparentals amb fills.
La població ha evolucionat segons el següent gràfic:
Habitants censats

### Habitatges
El 2007 hi havia 370 habitatges, 346 eren l'habitatge principal de la família, 12 eren segones residències i 12 estaven desocupats. 362 eren cases i 6 eren apartaments. Dels 346 habitatges principals, 265 estaven ocupats pels seus propietaris, 73 estaven llogats i ocupats pels llogaters i 8 estaven cedits a títol gratuït; 2 tenien una cambra, 10 en tenien dues, 57 en tenien tres, 110 en tenien quatre i 167 en tenien cinc o més. 318 habitatges disposaven pel capbaix d'una plaça de pàrquing. A 148 habitatges hi havia un automòbil i a 177 n'hi havia dos o més.

### Piràmide de població
La piràmide de població per edats i sexe el 2009 era:
| Homes | Edats   | Dones |
| ----- | ------- | ----- |
| 0     | 95 o +  | 0     |
| 0     | 90 a 94 | 0     |
| 0     | 85 a 89 | 0     |
| 4     | 80 a 84 | 0     |
| 4     | 75 a 79 | 20    |
| 12    | 70 a 74 | 4     |
| 24    | 65 a 69 | 20    |
| 40    | 60 a 64 | 28    |
| 12    | 55 a 59 | 36    |
| 56    | 50 a 54 | 28    |
| 24    | 45 a 49 | 48    |
| 24    | 40 a 44 | 20    |
| 44    | 35 a 39 | 36    |
| 28    | 30 a 34 | 32    |
| 48    | 25 a 29 | 32    |
| 16    | 20 a 24 | 24    |
| 24    | 15 a 19 | 20    |
| 16    | 10 a 14 | 24    |
| 40    | 5 a 9   | 24    |
| 24    | 0 a 4   | 20    |

## Economia
El 2007 la població en edat de treballar era de 599 persones, 425 eren actives i 174 eren inactives. De les 425 persones actives 394 estaven ocupades (224 homes i 170 dones) i 31 estaven aturades (10 homes i 21 dones). De les 174 persones inactives 59 estaven jubilades, 51 estaven estudiant i 64 estaven classificades com a «altres inactius».

### Ingressos
El 2009 a Maulévrier-Sainte-Gertrude hi havia 353 unitats fiscals que integraven 947 persones, la mediana anual d'ingressos fiscals per persona era de 18.358 €.

### Activitats econòmiques
Dels 22 establiments que hi havia el 2007, 1 era d'una empresa de fabricació d'altres productes industrials, 2 d'empreses de construcció, 7 d'empreses de comerç i reparació d'automòbils, 2 d'empreses d'hostatgeria i restauració, 3 d'empreses immobiliàries, 3 d'empreses de serveis, 1 d'una entitat de l'administració pública i 3 d'empreses classificades com a «altres activitats de serveis».
Dels 4 establiments de servei als particulars que hi havia el 2009, 1 era un guixaire pintor, 1 empresa de construcció, 1 perruqueria i 1 restaurant.
L'any 2000 a Maulévrier-Sainte-Gertrude hi havia 18 explotacions agrícoles que ocupaven un total de 564 hectàrees.

## Equipaments sanitaris i escolars
El 2009 hi havia una escola elemental.

## Poblacions més properes
El següent diagrama mostra les poblacions més properes.